# 가미우와촌
가미우와촌(上宇和村)은 에히메현 히가시우와군에 설치된 촌이다. 